# Señora de nadie
Señora de nadie és una pel·lícula argentina del 1982, dirigida per María Luisa Bemberg i protagonitzada per Luisina Brando, Rodolfo Ranni, Julio Chávez, China Zorrilla, Susú Pecoraro i Gabriela Acher. Es va estrenar l'1 d'abril de 1982.

## Sinopsi
És la història de Leonor, una bona mestressa de casa que viu amb el seu marit, Fernando, i els seus dos fills. Estima profundament al seu marit i no posa en dubte la reciprocitat del seu amor i la seva fidelitat. Un dia, circumstancialment, descobreix que el seu marit l'enganya. Leonor se sent traïda emocionalment i comprèn que el seu món, basat en una mentida, s'ha enfonsat com un castell de naips. Amb més por que convicció, abandona la casa, deixant cartellets amb instruccions precises per a la seva marxa i confia als seus fills a cura del seu marit. Es refugia amb la seva tia Lola que té una casa transformada en una llar per a ancians. Allí Fernando no podrà trobar-la. Espia als seus fills sortint de la seva casa per al col·legi però no pot acostar-se ja que no vol que la vegin destrossada. Amb una recomanació del marit de la seva mare, comença a treballar en una immobiliària com a promotora i per primera vegada en la seva vida guanya els seus propis diners. Coneix casualment i es fa amiga d'un jove homosexual, Pablo (Julio Chávez), que és tendre, sensible i tan desolat com ella. A poc a poc es retrobarà amb els seus fills, als qui veurà diàriament, i començarà un procés de cerca de la seva pròpia identitat.

## Repartiment
- Luisina Brando com Leonor Vitali de Morales[1]
- Rodolfo Ranni com Fernando Morales
- Julio Chávez com Pablo Toledo
- Gabriela Acher com Isabel
- Susú Pecoraro com Gloria
- China Zorrilla com Mare de Leonor
- Berugo Carambula com Amant amb barba
- Gonzalo Palmes com Miguel
- Damián Urquino com Juan
- María Ibarreta com Dolores
- Guillermo Rico com Varela
- Villanueva Cosse com Miguel
- João Ádeles com Carlinho
- Lidia Catalano com Nancy
- Pino Dangelo
- Maria Fournery
- Marisa Herrero
- Sara Krell
- Víctor Proncet
- Hugo Urquijo
- Joao Adeles
- Miguel Ángel Llovet com l'analitzat
- Ana Nisenson (1948-) com la mucama.[2]
- Gonzalo Palmes
- Víctor Proncet[3]